# Displasia craneodiafisaria
La displasia craneodiafisaria (también conocida como CDD o lionitis) es un extremadamente raro trastorno óseo producido por un gen recesivo en el que el calcio se acumula en el cráneo, desfigurando las facciones y reduciendo la esperanza de vida. 
Estos depósitos cálcicos reducen el tamaño de los diversos forámenes craneales, pudiendo también hacerlo en el conducto del canal espinal cervical. En los pocos casos registrados (alrededor de 30), los pacientes fallecieron en la infancia.
Los factores genéticos subyacentes no están totalmente especificados.

## Historia de la displasia craneodiafisaria
Desde el principio, esta condición ha sido descrita como una forma grave de displasia ósea, que se caracteriza por dos cambios principales: hiperostosis (crecimiento excesivo del hueso) y la esclerosis (endurecimiento del tejido). La implicación era clara, con el cráneo y los huesos de la cara se vea afectado. La condición fue descrita como una progresiva.
La condición se presenta como displasia craneodiafisaria en algún lugar de 1958, por un equipo de especialistas médicos, aunque se tienen datos que indican que el primer registro fue en 1949 en la descripción de los rasgos característicos de un paciente pediátrico. En 1974, otro médico presentó tres casos más de lionitis, llamando la atención sobre el hecho de que esta condición podría tener una causa genética.
CDD se dio a conocer a través de la película de 1985 el drama “Máscara”, de Peter Bogdanovich que mostró el caso de un muchacho americano Roy L. Dennis también conocido como Rocky que murió de la enfermedad en 1978.

## Características
El CDD produce acumulación de calcio dentro del cráneo, que reducen el tamaño de forámenes craneal. Esto lleva a los rasgos faciales anormales y reduce la esperanza de vida de los pacientes. Los depósitos de calcio también pueden reducir el agujero en el canal espinal cervical. Hay compresión de los nervios craneales, los contenidos intracraneales y el foramen magnum, que comúnmente se traduce en:
- Ceguera
- Epilepsia
- diplejía facial
- Pérdida de la audición
- Retraso mental
- convulsiones
- parálisis[3]

### Anomalías craneofaciales
- aspecto facial comienza con el cambio en el período de la primera infancia
- crecimiento excesivo del hueso → abombamiento paranasal
- diferencia anormal entre los ojos (aparente hipertelorismo)
- La circunferencia de la cabeza aumenta, como la condición continúa progresando
- Las infecciones recurrentes a nivel del saco lagrimal (causada por el estrechamiento continuo de los conductos nasolagrimales)
- La obstrucción nasal → dificultades respiratorias primer cambio (antes de la aparición de las anomalías craneofaciales)

#### Otros cambios físicos
- Crecimiento alterado (baja estatura)
- Retraso en la maduración sexual
- Presión intracraneal
- Ampliación del maxilar y la mandíbula
- Erupción dental patológica[2]

## Causa
Se dice que es hereditaria, aunque la genética subyacente no está clara. La enfermedad se adquiere de forma autosómica recesiva. Muy pocos casos de CDD se han descrito, lo que causa dificultades en la determinación de asociación genética.

## Tratamiento
No existe una cura para la displasia craneodiafisaria y, por desgracia, las medidas de gestión actuales no garantizan que la condición no será finalmente progresar a la muerte. Los depósitos continuos de calcio conducen al estrechamiento de los agujeros craneal, así como uno del canal espinal y del pasaje nasal. Los pacientes sufren complicaciones graves, como las dificultades ceguera, sordera y respiración.
Estas son las medidas que se pueden tomar para el tratamiento de displasia craneodiafisaria:
- La eliminación de la glándula tiroides – realizado con el fin de mejorar el metabolismo de thyrocalcitonin
- La descompresión quirúrgica de los forámenes craneal – esta intervención quirúrgica viene con un alto riesgo para la compresión del tronco cerebral (el edema que aparece en el periodo posoperatorio puede causar tales complicaciones); también se ha descubierto que la descompresión sólo tiene un beneficio a corto plazo, debido al hecho de que el calcio continúa para ser depositado en el nivel del cráneo
- Descompresión del nervio óptico – esta intervención quirúrgica es parte de la gestión de los problemas de la visión, junto con la administración de calcitonina humana; se ha descubierto que este tipo de procedimiento puede retrasar significativamente la pérdida de visión en pacientes que sufren de displasia craneodiafisaria.
- Synthetic calcitonina – no todos los pacientes responden a la administración de calcitonina sintética pero, en algunos casos, se descubrió que la circunferencia de la cabeza había disminuido en realidad; Desafortunadamente, la terapia con calcitonina sintética conduce a una amplia gama de efectos secundarios, tales como náuseas, vómitos y calambres abdominales.[3]

## Esperanza de vida
A medida que la progresión de esta condición no puede mantenerse bajo control y ningún tratamiento ha sido encontrado, el pronóstico es negativo. Los pacientes que sufren de dolores de cabeza severos, especialmente en la mañana, lo cual puede afectar su nivel general de funcionalidad. La muerte es causada por la severa compresión del tronco cerebral, así como por el aumento de la presión intracraneal. En algunos casos, se ha informado de la insuficiencia cardiaca. Los estudios han demostrado que la mayoría de los pacientes murieron entre las edades de siete y dieciséis años.